# Koínyra
Koínyra (Koinyra) är en ort i Grekland.   Den ligger i prefekturen Nomós Kaválas och regionen Östra Makedonien och Thrakien, i den nordöstra delen av landet, 300 km norr om huvudstaden Aten. Koínyra ligger 21 meter över havet och antalet invånare är 105. Den ligger på ön Thassos.
Terrängen runt Koínyra är huvudsakligen kuperad, men åt nordost är den platt. Havet är nära Koínyra österut.  Närmaste större samhälle är Thassos, 13,2 km norr om Koínyra. 